# Philippe Brigaud
Pour les articles homonymes, voir Brigaud.
Philippe Brigaud, né le 26 juin 1935 à Paris, est un acteur français. Issu du théâtre, il a notamment joué dans les Brigades du Tigre, et dans plusieurs films de Francis Veber.

## Biographie
Philippe Brigaud est élève de René Simon et de Jean Meyer au Conservatoire national supérieur d'art dramatique (promotion 1961), et élève et assistant au TNP sous Jean Vilar.
Dans les années 1970, il joue à plusieurs reprises au théâtre des Célestins à Lyon, où il collabore, entre autres, avec le metteur en scène Guy Lauzin. Puis il joue Feydeau, Molière, Marcel Pagnol...
Parallèlement à sa carrière théâtrale, il devient un visage familier au cinéma. Il interprète de savoureux seconds rôles aux côtés de Louis de Funès (Les Aventures de Rabbi Jacob, La Zizanie), Jean-Paul Belmondo (Peur sur la ville) et devient un habitué des films de Francis Veber (Les Compères, Le Dîner de cons, Le Placard...). Dans le film Pétain, il interprète le général Émile Laure, il joue le père de Catherine Frot dans 7 ans de mariage puis le voisin M. Monet dans Babysitting.
À la télévision, il est intervenu à quatre reprises dans la série Les Brigades du Tigre (un colonel du Génie, un directeur d'hôtel de luxe, un diplomate argentin, un grand industriel...). Il apparaît également dans Au théâtre ce soir et quelques téléfilms.
Il crée l'école d'art dramatique « Studio 34 » et y enseigne.

## Filmographie

### Cinéma
- 1973 : Les Aventures de Rabbi Jacob de Gérard Oury : l'adjoint du ministre
- 1974 : Le Fantôme de la liberté de Luis Buñuel : le satyre
- 1975 : L'Agression de Gérard Pirès : capitaine Escudero
- 1975 : Peur sur la ville d'Henri Verneuil : le commissaire de quartier
- 1976 : Bartleby de Maurice Ronet : le sous-directeur de la prison
- 1976 : L'Année sainte de Jean Girault : passager de l'avion
- 1976 : Le Corps de mon ennemi de Henri Verneuil : un client de la boîte de nuit
- 1977 : L'Homme pressé d'Édouard Molinaro : Michel, ministre
- 1977 : L'Imprécateur de Jean-Louis Bertuccelli : Selis
- 1977 : Préparez vos mouchoirs de Bertrand Blier : le docteur (non crédité)
- 1978 : La Zizanie de Claude Zidi : le notaire
- 1979 : I love you, je t'aime de George Roy Hill : directeur théâtre
- 1980 : C'est pas moi, c'est lui de Pierre Richard : premier producteur
- 1980 : Les Turlupins de Bernard Revon : M. Bernard
- 1980 : Le Bar du téléphone de Claude Barrois : Samuel Pérez
- 1982 : Paradis pour tous d'Alain Jessua : réalisateur reportage
- 1982 : Le Quart d'heure américain de Philippe Galland : René Tardy
- 1983 : Les Compères de Francis Veber : le propriétaire du garage dont la voiture gène
- 1985 : Vive le fric ! de Raphaël Delpard : l'ami de Loulou
- 1986 : Max mon amour de Nagisa Ôshima
- 1988 : Bernadette de Jean Delannoy : docteur Balencie
- 1988 : Les Années sandwiches de Pierre Boutron : le médecin de l'oncle Jean
- 1990 : Erreur de jeunesse de Radovan Tadic : Alexis
- 1992 : Les Amies de ma femme de Didier Van Cauwelaert : le patient
- 1993 : Pétain de Jean Marbœuf : général Laure
- 1998 : Le Dîner de cons de Francis Veber : le passionné de boomerang
- 2001 : Le Placard de Francis Veber : Lambert
- 2003 : 7 ans de mariage de Didier Bourdon : le père d'Audrey
- 2003 : Tais-toi ! de Francis Veber : le fou dans le jardin de l'asile
- 2006 : La Doublure de Francis Veber : monsieur Hervé
- 2014 : Babysitting de Philippe Lacheau : Monsieur Monet (le voisin)
- 2022 : Les Volets verts de Jean Becker : Le voisin

### Télévision
- 1966 : En votre âme et conscience, épisode : Le Crime de Sezegnin de Pierre Nivollet
- 1966 : En votre âme et conscience, épisode : L'Affaire Bouquet de Pierre Nivollet
- 1966 : Au théâtre ce soir : Virginie de Michel André, mise en scène Christian-Gérard, réalisation Pierre Sabbagh, théâtre Marigny
- 1972 : Les Enquêtes du commissaire Maigret : Maigret en meublé de Claude Boissol : le charcutier
- 1973 : Les Nouvelles Aventures de Vidocq, épisode "Vidocq et compagnie" de Marcel Bluwal
- 1974 : Aux frontières du possible : épisode : Alerte au Minotaure de Victor Vicas
- 1974 : Les Faucheurs de marguerites de Marcel Camus (feuilleton TV)
- 1974 : Les Brigades du Tigre, épisode Visite incognito de Victor Vicas
- 1975 : Les Brigades du Tigre, épisode Collection 1909 de Victor Vicas
- 1976 : Les Brigades du Tigre, épisode Don de Scotland Yard de Victor Vicas
- 1977 : Cinq à sec de Michel Fermaud
- 1978 : Il était un musicien, épisode : Monsieur Satie de Jean Valère
- 1978 : Les Brigades du Tigre, épisode Les Demoiselles du Vésinet de Victor Vicas
- 1978 : Médecins de nuit de Philippe Lefebvre, épisode : Anne
- 1978 : Madame le juge, épisode Le Dossier Françoise Muller d’Édouard Molinaro
- 1978 : Messieurs les Jurés : L'Affaire Heurteloup de Boramy Tioulong
- 1979 : Au théâtre ce soir : Tout dans le jardin d'Edward Albee d'après Giles Cooper, mise en scène Michel Bertay, réalisation Pierre Sabbagh, théâtre Marigny
- 1979 : L'Étrange Monsieur Duvallier de Victor Vicas, épisode : Flic Flash
- 1979 : Mon ami Gaylord de Pierre Goutas : Robert
- 1980 : La Vie des autres : La Part des ténèbres de Jean-Luc Moreau
- 1980 : Petit déjeuner compris - Feuilleton en 6 épisodes de 52 min - de Michel Berny : Jean-Guy
- 1980 : L'Aéropostale, courrier du ciel de Gilles Grangier : Caron
- 1981 : Nana de Maurice Cazeneuve : Le commissaire-priseur
- 1981 : Samantha de Victor Vicas : Maurice
- 1982 : Paris-Saint-Lazare de Marco Pico (feuilleton TV)
- 1982 : Allô oui? J'écoute! de Jean Pignol : Fabien Muller
- 1983 : Secret diplomatique de Denys de La Patellière et Claude Barrois Le sous directeur
- 1983 : Les Nouvelles Brigades du Tigre de Victor Vicas, épisode Lacs et entrelacs de Victor Vicas
- 1983 : Julien Fontanes, magistrat (1 épisode) : Walter
- 1984 : Hello Einstein de Lazare Iglesis
- 1984 : Marie Pervenche (1 épisode)
- 1985 : Le Réveillon de Daniel Losset : André Masclaffier
- 1987 : Les Michaud de Georges Folgoas
- 1993 : Le Bœuf clandestin de Lazare Iglesis
- 1994 : Une nounou pas comme les autres de Éric Civanyan
- 1994 : Rapt à crédit de Pierre Boutron
- 1995 : Une nana pas comme les autres de Éric Civanyan
- 1996 : Saint-Exupéry : La Dernière Mission de Robert Enrico
- 2000 : Anibal de Pierre Boutron
- 2000 : Alice Nevers, le juge est une femme (1 épisode)
- 2001 : Thérèse et Léon de Claude Goretta
- 2001 : Le Prix de la vérité de Joël Santoni
- 2003 : Navarro (1 épisode)
- 2007 : À droite toute de Marcel Bluwal
- 2010 : Demain je me marie de Vincent Giovanni

## Théâtre
- 1964 : Jules César de William Shakespeare, mise en scène Raymond Hermantier, Festival de Lyon, théâtre Sarah-Bernhardt
- 1969 : La Lune heureuse de Catherine Peter Scott, mise en scène Jean Meyer, théâtre des Célestins
- 1971 : Le Testament du chien d'Ariano Suassuna, mise en scène Guy Lauzin, théâtre national de l'Odéon
- 1972 : Rhinocéros d'Eugène Ionesco, mise en scène Guy Lauzin, théâtre des Célestins
- 1972 : Le Testament du chien d'Ariano Suassuna, mise en scène Guy Lauzin, Festival d'Avignon
- 1973/1974 : Conversation dans le Loir et Cher, de Paul Claudel, mise en scène de Guy Lauzin, Carré Sylvia Montfort, puis tournée
- 1980 : Une drôle de vie de Brian Clark, mise en scène Michel Fagadau, théâtre des Célestins
- 1982 : Sherlock Holmes de William Gillette d'après Arthur Conan Doyle, mise en scène Michel Fagadau, théâtre de Boulogne-Billancourt
- 1986 : Le Fil à la patte de Georges Feydeau, mise en scène Jean Rougerie, Tréteaux de France
- 1987 : Georges Dandin, de Molière, mise en scène Gérard Savoisien, Théâtre Firmin Gemier
- 1988 : Les Fourberies de Scapin, de Molière, mise en scène Robert Manuel, Théâtre du Mont Royal (Montréal), tournée
- 1989 : Le Mariage de Figaro de Beaumarchais, mise en scène Jean Danet, tournée
- 1990 : Oui patron de Jean Barbier, mise en scène Gérard Savoisien, théâtre des Nouveautés
- 1994 - 1997 : Le dîner de cons de Francis Veber, mise en scène Pierre Mondy, théâtre des variétés, tournée
- 1997 : Les marchands de gloire de Marcel Pagnol, mise en scène Michel Fagadau, Comédie des Champs-Élysées
- 2002 : Scarlett le retour, mise en scène Bernard Sevège, Bobino
- 2004 : Café noir, mise en scène Michel Fagadau, Comédie des Champs-Élysées
- 2009 : Mon père avait raison de Sacha Guitry, mise en scène Bernard Murat, tournée
- 2011 - 2012 : Un mari idéal, mise en scène Isabelle Rattier, théâtre de la Tête d'Or, tournée
- 2012 : Le Dindon de Georges Feydeau, mise en scène Bernard Murat, théâtre Édouard VII